# 派特斯
派特斯合唱團（英語：The Platters），又译“派达斯”合唱團、“唱碟”合唱團，又俗稱「五黑寶合唱團」，是於1952年成立的演唱组合，五位成员分别是：Tony Williams、David Lynch、Paul Robi、Herb Reed、和 Zola Taylor。派特斯合唱團也是流行音樂史上第一支在熱門流行榜上擁有冠軍歌曲的黑人合唱團体。在大中華地區，他们演唱的Only you和Smoke gets in your eyes和The Great Pretender最为人所熟知。